# Петровка (Белинский район)
Петровка — деревня в Белинском районе Пензенской области России. Входит в состав Волчковского сельсовета.

## География
Расположен в 21 км к северо-востоку от села Волчково, на р. Ялтамус.

## Население
| 2010 |
| ---- |
| 30   |

## История
Основана в конце XVIII в. генерал-майором П. А. Шепелевым. До революции в составе Аргамаковской волости Чембарского уезда. В 1926 г. центр сельсовета Титовской волости Нижнеломовского уезда, после в составе – Сулакского сельсовета. Бригада колхоза имени Буденного. .